# سیلورلیک
سیلورلیک (انگلیسی: Silver Lake) شرکت سرمایه‌گذاری آمریکایی است، که در سال ۱۹۹۹ تأسیس شد.